# Grammy Award for Best Music Video
Der Grammy Award for Best Music Video (bis 2013 bekannt als Best Short Form Music Video, auf Deutsch „Grammy-Award für das beste Musikvideo“)  ist ein Musikpreis, der seit 1984 unter wechselnden Bezeichnungen bei den jährlich stattfindenden Grammy Awards verliehen wird. Ausgezeichnet werden Musikvideos zu einzelnen Liedern, wobei der Preis gegenüber dem Grammy Award for Best Music Film, der für Musikfilme vergeben wird, abgegrenzt wird.

## Hintergrund und Geschichte

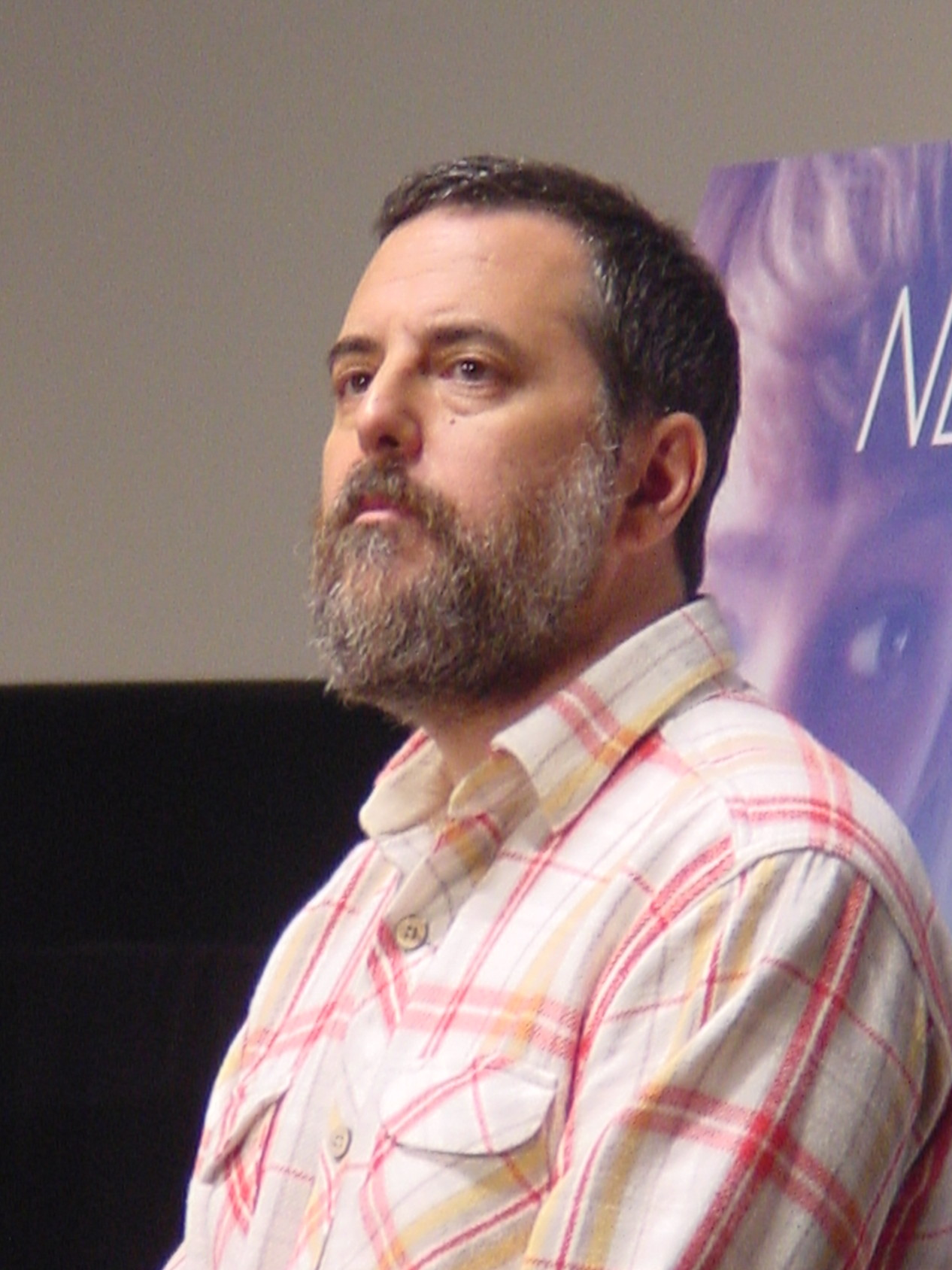
Der US-amerikanische Regisseur Mark Romanek erhielt den Preis mit drei Gewinnen am häufigsten

Die seit 1958 verliehenen Grammy Awards (eigentlich Grammophone Awards) werden jährlich in zahlreichen Kategorien von der National Academy of Recording Arts and Sciences (NARAS) in den Vereinigten Staaten von Amerika vergeben, um künstlerische Leistung, technische Kompetenz und hervorragende Gesamtleistung ohne Rücksicht auf die Album-Verkäufe oder Chart-Position zu ehren.
Der Grammy Award for Best Music Video wurde 1984 als Best Video, Short Form neben dem Grammy Award for Best Video Album als einer von zwei Nachfolgern des 1982 und 1983 vergebenen Grammy Award for Video of the Year eingeführt und wechselte seitdem mehrfach seinen Namen:
- Best Video, Short Form (1984–1985)
- Best Music Video, Short Form (1986–1997)
- Best Short Form Music Video (1998–2013)
- Best Music Video (seit 2014)

Der Preis wird an Darsteller, Regisseure und Produzenten von qualitativ hochwertigen Musikvideos zu einzelnen Songs vergeben, die neu gedreht wurden oder im Auszeichnungszeitraum bekannt wurden. 1988 und 1989 wurden die Kriterien für diese Kategorie verändert und der Preis wurde in zwei Kategorien als  Best Concept Music Video und Best Performance Music Video verliehen. 1990 wurde die ursprüngliche Form wieder hergestellt.

## Statistik
Mit drei Auszeichnungen ist der Regisseur Mark Romanek der erfolgreichste Künstler in dieser Kategorie. Zu den Darstellern, die diesen Preis zweimal bekamen, gehören Johnny Cash, Peter Gabriel, Janet Jackson und Michael Jackson, wobei letzterer auch in das Projekt USA for Africa involviert war, das den Award 1986 gewann. Am häufigsten nominiert, ohne den Preis erhalten zu haben, war die Sängerin Björk mit vier Nominierungen.

## Gewinner und nominierte Künstler
| Jahr                  | Preisträger | Nationalität                                       | Werk                               | Weitere nominierte Künstler | Bilder der Ausgezeichneten (exemplarisch) |
| --------------------- | --- | -------------------------------------------------- | ---------------------------------- | --- | ----------------------------------------- |
| 1984 28. Februar 1984 | Duran Duran | Vereinigtes Königreich                             | Girls on Film/Hungry Like the Wolf | - Todd Rundgren – Videosyncracy - Rod Stewart – Tonight I’m Yours - Bill Wyman | Duran Duran, 2012                         |
| 1985 26. Februar 1985 | David Bowie | Vereinigtes Königreich                             | Jazzin’ for Blue Jean              | - Ashford & Simpson - Phil Collins - Thomas Dolby - Olivia Newton-John – Twist of Fate - Rubber Rodeo – Scenic Views | David Bowie, 2009                         |
| 1986 25. Februar 1986 | USA for Africa Regisseur: Tom Trbovich | Vereinigte Staaten                                 | We Are the World                   | - Band Aid – Do They Know It’s Christmas? - Phil Collins – No Jacket Required - Hall & Oates – The Daryl Hall and John Oates Video Collection - Tina Turner – Private Dancer | Logo – USA for Africa                     |
| 1987 24. Februar 1987 | Dire Straits | Vereinigtes Königreich                             | Brothers in Arms                   | - Louis Cardenas – Making of Runaway - Paul McCartney – Rupert and the Frog Song - Richard Perry – So Excited - Supertramp – Brother Where You Bound | Dire Straits, 1985                        |
| 1988 2. März 1988     | nicht vergeben |                                                    |                                    | |                                           |
| 1989 22. Februar 1989 | nicht vergeben |                                                    |                                    | |                                           |
| 1990 21. Februar 1990 | Michael Jackson Regisseur: Jim Blashfield | Vereinigte Staaten                                 | Leave Me Alone                     | - Enya – Orinoco Flow (Sail Away) - Mike & The Mechanics – The Living Years - Trevor Rabin – Something to Hold On To - Hank Williams Jr. and Hank Williams Sr. – There’s a Tear in My Beer | Michael Jackson, 1988                     |
| 1991 20. Februar 1991 | Paula Abdul Regisseure: Michael Patterson und Candice Reckinger                                                                                                | Vereinigte Staaten                                 | Opposites Attract                  | - Phil Collins – Another Day in Paradise - Madonna – Oh Father - Sinéad O’Connor – Nothing Compares 2 U - The Lightning Seeds – All I Want | Paula Abdul, 2011                         |
| 1992 26. Februar 1992 | R.E.M. Regisseur: Tarsem Singh | Vereinigte Staaten Indien                          | Losing My Religion                 | - Garth Brooks – The Thunder Rolls - Dire Straits – Calling Elvis - Bob Dylan – Series of Dreams - Billy Joel – When You Wish upon a Star | R.E.M., 2003                              |
| 1993 24. Februar 1993 | Peter Gabriel Regisseur: John Downer | Vereinigtes Königreich                             | Digging in the Dirt                | - En Vogue – Free Your Mind - Los Lobos – Kiko and the Lavender Moon - Lyle Lovett – Church - Roger Waters – What God Wants | Peter Gabriel, 2011                       |
| 1994 1. März 1994     | Peter Gabriel Regisseur: Stephen R. Johnson | Vereinigtes Königreich Vereinigte Staaten          | Steam                              | - Björk – Human Behaviour - INXS – Beautiful Girl - R.E.M. – Everybody Hurts - Soul Asylum – Runaway Train | Peter Gabriel, 2012                       |
| 1995 1. März 1995     | The Rolling Stones Regisseur: David Fincher | Vereinigtes Königreich Vereinigte Staaten          | Love Is Strong                     | - Angélique Kidjo – Agolo - Lucas – Lucas with the Lid Off - Sinéad O’Connor – Fire on Babylon - Pet Shop Boys – Go West - Weird Al Yankovic – Jurassic Park | The Rolling Stones, 1981                  |
| 1996 28. Februar 1996 | Janet Jackson und Michael Jackson Regisseur: Mark Romanek | Vereinigte Staaten                                 | Scream                             | - Björk – It’s Oh So Quiet - Dave Matthews Band – What Would You Say - Herbie Hancock – Dis Is da Drum - Sinéad O’Connor – Famine | Janet Jackson, 2006                       |
| 1997 26. Februar 1997 | The Beatles Regisseur: Joe Pytka | Vereinigtes Königreich Vereinigte Staaten          | Free as a Bird                     | - Green Day – Walking Contradiction - Michael Jackson – Earth Song - Alanis Morissette – Ironic - The Smashing Pumpkins – Tonight, Tonight | The Beatles, 1964                         |
| 1998 25. Februar 1998 | Janet Jackson Regisseur: Mark Romanek | Vereinigte Staaten                                 | Got ’til It’s Gone                 | - Babyface – How Come, How Long - Milestone – I Care ’Bout You - Morphine – Early to Bed - Tool – Stinkfist | Janet Jackson, 2009                       |
| 1999 24. Februar 1999 | Madonna Regisseur: Jonas Åkerlund | Vereinigte Staaten Schweden                        | Ray of Light                       | - Aerosmith – Pink - Björk – Bachelorette - Oasis – All Around the World - Pearl Jam – Do the Evolution | Madonna, 2008                             |
| 2000 23. Februar 2000 | Korn Regisseure: Jonathan Dayton und Valerie Faris, Todd McFarlane und Graham Morris                                                                           | Vereinigte Staaten Kanada                          | Freak on a Leash                   | - Björk – All Is Full of Love - Lauryn Hill – Everything Is Everything - Brian McKnight – Back at One - TLC – Unpretty | Korn, 2006                                |
| 2001 21. Februar 2001 | Foo Fighters Regisseur: Jesse Peretz | Vereinigte Staaten                                 | Learn to Fly                       | - Busta Rhymes – Fire - Reba McEntire – What Do You Say - Papa Roach – Broken Home - Will Smith – Will 2K | Foo Fighters, 2007                        |
| 2002 27. Februar 2002 | Fatboy Slim und Bootsy Collins Regisseur: Spike Jonze | Vereinigtes Königreich Vereinigte Staaten          | Weapon of Choice                   | - Aerosmith – Fly Away from Here - Missy Elliott – One Minute Man - Madonna – Don’t Tell Me - OutKast – Ms. Jackson | Fatboy Slim, 2004                         |
| 2003 23. Februar 2003 | Eminem Regisseur: Joseph Kahn | Vereinigte Staaten                                 | Without Me                         | - 1 Giant Leap – My Culture - Dirty Vegas – Days Go By - Knoc-turn’al, Dr. Dre und Missy Elliott – Knoc - Nas – One Mic | Eminem, 2009                              |
| 2004 8. Februar 2004  | Johnny Cash Regisseur: Mark Romanek | Vereinigte Staaten                                 | Hurt                               | - Coldplay – The Scientist - Madonna – Die Another Day - Martina McBride – Concrete Angel - OutKast – Hey Ya! | Johnny Cash, 1955                         |
| 2005 13. Februar 2005 | U2 Regisseure: Alex Courtes und Martin Fougerol | Irland Frankreich                                  | Vertigo                            | - Franz Ferdinand – Take Me Out - Green Day – American Idiot - George Michael – Flawless (Go to the City) - Steriogram – Walkie Talkie Man | U2, 2005                                  |
| 2006 8. Februar 2006  | Missy Elliott, Ciara und Fatman Scoop Regisseure: Missy Elliott und Dave Meyers                                                                                | Vereinigte Staaten                                 | Lose Control                       | - Gorillaz – Feel Good Inc. - Jamiroquai – Feels Just Like It Should - Martina McBride – God’s Will - Sarah McLachlan – World on Fire | Missy Elliott, 2010                       |
| 2007 11. Februar 2007 | OK Go Regisseure: OK Go und Trish Sie | Vereinigte Staaten                                 | Here It Goes Again                 | - Big & Rich – 8th of November - Red Hot Chili Peppers – Dani California - The Killers – When You Were Young - Underoath – Writing on the Walls | OK Go, 2006                               |
| 2008 10. Februar 2008 | Johnny Cash Regisseur: Tony Kaye | Vereinigte Staaten Vereinigtes Königreich          | God’s Gonna Cut You Down           | - Feist – 1234 - Gnarls Barkley – Gone Daddy Gone - Justice – D.A.N.C.E. - Mute Math – Typical | Johnny Cash, 1969                         |
| 2009 8. Februar 2009  | Weezer Regisseur: Mathew Cullen | Vereinigte Staaten                                 | Pork and Beans                     | - Erykah Badu – Honey - Gnarls Barkley – Who’s Gonna Save My Soul - Radiohead – House of Cards - Jack White und Alicia Keys – Another Way to Die | Weezer, 2005                              |
| 2010 31. Januar 2010  | The Black Eyed Peas Regisseure: Mark Kudsi und Mathew Cullen                                                                                                   | Vereinigte Staaten                                 | Boom Boom Pow                      | - Beast – Mr. Hurricane - Coldplay – Life in Technicolor II - Depeche Mode – Wrong - Oren Lavie – Her Morning Elegance | The Black Eyed Peas, 2009                 |
| 2011 13. Februar 2011 | Lady Gaga Regisseur: Francis Lawrence | Vereinigte Staaten                                 | Bad Romance                        | - Johnny Cash – Ain’t No Grave / The Johnny Cash Project - Eminem und Rihanna – Love the Way You Lie - Gorillaz, Mos Def und Bobby Womack – Stylo - CeeLo Green – Fuck You! | Lady Gaga, 2012                           |
| 2012 12. Februar 2012 | Adele Regisseur: Sam Brown und Hannah Chandler | Vereinigtes Königreich                             | Rolling in the Deep                | - Memory Tapes – Yes I Know - OK Go – All Is Not Lost - Radiohead – Lotus Flower - Skrillex – First of the Year (Equinox) - Weird Al Yankovic – Perform This Way | Adele, 2009                               |
| 2013 10. Februar 2013 | Rihanna und Calvin Harris Regisseur: Melina Matsoukas | Barbados Vereinigtes Königreich Vereinigte Staaten | We Found Love                      | - Foster the People – Houdini - Jay-Z, Kanye West, Frank Ocean und The-Dream – No Church in the Wild - M.I.A. – Bad Girls - Woodkid – Run Boy Run | Rihanna, 2013                             |
| 2014 26. Januar 2014  | Justin Timberlake und Jay-Z Regisseur: David Fincher | Vereinigte Staaten                                 | Suit & Tie                         | - Capital Cities – Safe and Sound - Jay-Z – Picasso Baby: A Performance Art Film - Macklemore, Ryan Lewis und Ray Dalton – Can’t Hold Us - Jack White – I’m Shakin’ | Justin Timberlake, 2011                   |
| 2015 8. Februar 2015  | Pharrell Williams Regisseur: We Are from LA Produzenten: Kathleen Heffernan, Roman Pichon Herrera, Jett Steiger, Cedric Troadec                                | Vereinigte Staaten                                 | Happy                              | - Arcade Fire – We Exist (Regie: David Wilson; Produzent: Jason Baum) - DJ Snake & Lil Jon – Turn Down for What (Regie: Daniel Kwan, Daniel Scheinert; Produzenten: Judy Craig, Candice Ouaknine, Jonathan Wang, Bryan Younce) - Sia – Chandelier (Regie: Sia Furler, Daniel Askill; Produzentin: Jennifer Heath) - Woodkid featuring Max Richter – The Golden Age (Regie: Yoann Lemoine, Chris Clayton; Produzenten: Roman Pichon Herrera, Christine Miller, Susan Porche, Annabel Rosier) | Pharrell Williams, 2010                   |
| 2016 15. Februar 2016 | Taylor Swift feat. Kendrick Lamar Regisseur: Joseph Kahn Produzent: Ron Morhoff                                                                                | Vereinigte Staaten                                 | Bad Blood                          | - A$AP Rocky – LSD von (Regie: Dexter Navy; Produzent: Shin Nishigaki) - The Dead Weather – I Feel Love (Every Million Miles) (Regie: Cooper Roberts, Ian Schwartz; Produzenten: Candice Dragonas, Nathan Scherrer) - Kendrick Lamar – Alright (Regie: The Little Homies, Colin Tilley; Produzenten: Brandon Bonfiglio, Dave Free, Andrew Lerios, Luga Podesta) - Pharrell Williams – Freedom (Regie: Paul Hunter; Produzenten: Candice Dragonas, Nathan Scherrer) | Taylor Swift, 2013                        |
| 2017 12. Februar 2017 | Beyoncé Regisseurin: Melina Matsoukas Produzent: Nathan Scherrer                                                                                               | Vereinigte Staaten                                 | Formation                          | - Leon Bridges – River (Regie: Miles Jay; Produzenten: Dennis Beier, Allison Kunzman, Saul Levitz) - Coldplay – Up & Up (Regie: Vania Heymann, Gal Muggia; Produzenten: Juliette Larthe, Natan Schottenfels) - Jamie XX – Gosh (Regie: Romain Gavras; Produzenten: Iconoclast) - OK Go – Upside Down & Inside Out (Regie: Damian Kulash Jr., Trish Sie; Produzenten: Melissa Murphy, John O’Grady) | Beyoncé, 2009                             |
| 2018 28. Januar 2018  | Kendrick Lamar Regisseure: The Little Homies, Dave Meyers Produzenten: Jason Baum, Dave Free, Jamie Rabineau, Nathan K. Scherrer, Anthony Tiffith              | Vereinigte Staaten                                 | Humble                             | - Beck – Up All Night (Regie: Canada; Produzenten: Laura Serra Estorch, Oscar Romagosa) - Jain – Makeba (Regie: Lionel Hirle, Gregory Ohrel; Produzent: Yodelice) - Jay-Z – The Story of O. J. (Regie: Shawn Carter, Mark Romanek; Produzent: Daniel Midgley) - Logic feat. Alessia Cara und Khalid – 1-800-273-8255 (Regie: Andy Hines; Produzent: Andrew Lerios) | Kendrick Lamar, 2016                      |
| 2019 10. Februar 2019 | Childish Gambino Regisseur: Hiro Murai Produzenten: Ibra Ake, Jason Cole, Fam Rothstein                                                                        | Vereinigte Staaten                                 | This Is America                    | - Beyoncé & Jay-Z – Apeshit (Regie: Ricky Saiz; Produzenten: Mélodie Buchris, Natan Schottenfels, Erinn Williams) - Joyner Lucas – I’m Not Racist (Regie: Joyner Lucas, Ben Proulx; Produzent: Joyner Lucas) - Janelle Monáe – Pynk (Regie: Emma Westenburg; Produzenten: Justin Benoliel, Whitney Jackson) - Tierra Whack – Mumbo Jumbo (Regie: Marco Prestini; Produzentin: Sara Nassim) | Childish Gambino, 2015                    |
| 2020 26. Januar 2020  | Lil Nas X feat. Billy Ray Cyrus Regisseur: Calmatic Produzenten: Candice Dragonas, Melissa Larsen, Saul Levitz                                                 | Vereinigte Staaten                                 | Old Town Road (Official Movie)     | - Chemical Brothers – We’ve Got to Try (Regie: Ellie Fry; Produzent: Ninian Doff) - Gary Clark Jr. – This Land (Regie: Savanah Leaf; Produzentin: Alicia Martinez) - FKA Twigs – Cellophane (Regie: Andrew Thomas Huang; Produzent: Alex Chamberlain) - Tove Lo – Glad He’s Gone (Regie: Vania Heymann, Gal Muggia; Produzent: Natan Schottenfels) | Lil Nas X, 2019                           |
| 2021 14. März 2021    | Beyoncé, Blue Ivy & Wizkid Regisseure: Beyoncé Knowles-Carter, Jenn Nkiru Produzenten: Astrid Edwards, Aya Kaida, Jean Mougin, Nathan Scherrer, Erinn Williams | Vereinigte Staaten                                 | Brown Skin Girl                    | - Future feat. Drake – Life Is Good (Regie: Julien Christian Lutz; Produzent: Harv Glazer) - Anderson Paak – Lockdown (Regie: Dave Meyers; Produzent: Nathan Scherrer) - Harry Styles – Adore You (Regie: Dave Meyers; Produzent: Nathan Scherrer) - Woodkid – Goliath (Regie: Yoann Lemoine; Produzent: Horace de Gunzbourg) | Beyoncé, 2013                             |
| 2022 3. April 2022    | Jon Batiste Regisseur: Alan Ferguson Produzent: Alex P. Willson                                                                                                | Vereinigte Staaten                                 | Freedom                            | - AC/DC – Shot in the Dark (Regie: David Mallet; Produzentin: Dione Orrom) - Tony Bennett & Lady Gaga – I Get a Kick Out of You (Regie: Jennifer Lebeau; Produzenten: Danny Bennett, Bobby Campbell, Jennifer Lebeau) - Justin Bieber feat. Daniel Caesar & Giveon – Peaches (Regie: Collin Tilley) - Billie Eilish – Happier Than Ever (Regie: Billie Eilish; Produzenten: Michelle An, Chelsea Dodson, David Moore) - Lil Nas X – Montero (Call Me by Your Name) (Regie: Lil Nas X, Tanu Muino; Produzenten: Frank Borin, Ivanna Borin, Marco De Molina, Saul Levitz) - Olivia Rodrigo – Good 4 U (Regie: Petra Collins; Produzentinnen: Christiana Divona, Marissa Ramirez, Tiffany Suh) | Jon Batiste, 2018                         |
| 2023 5. Februar 2023  | Taylor Swift Regisseurin: Taylor Swift Produzent: Saul Germaine                                                                                                | Vereinigte Staaten                                 | All Too Well: The Short Film       | - Adele – Easy on Me (Regie: Xavier Dolan; Produzenten: Xavier Dolan, Nancy Grant) - BTS – Yet to Come (Regie: Yong Seok Choi; Produzentin: Tiffany Suh) - Doja Cat – Woman (Regie: Child.; Produzenten: Missy Galanida, Sam Houston, Michelle Larkin, Isaac Rice) - Kendrick Lamar – The Heart Part 5 (Regie: Dave Free, Kendrick Lamar; Produzenten: Jason Baum, Jamie Rabineau) - Harry Styles – As It Was (Regie: Tanu Muino; Produzenten: Frank Borin, Ivanna Borin, Fred Bonham Carter, Alexa Haywood) | Taylor Swift, 2022                        |
| 2024 4. Februar 2024  | The Beatles Regisseurin: Em Cooper Produzenten: Jonathan Clyde, Sophie Hilton, Sue Loughlin, Laura Thomas                                                      | Vereinigtes Königreich                             | I’m Only Sleeping                  | - Tyler Childers – In Your Love (Regie: Bryan Schlam; Produzenten: Kacie Barton, Silas House, Nicholas Robespierre, Ian Thornton, Whitney Wolanin) - Billie Eilish – What Was I Made For? (Regie: Billie Eilish; Produzenten: Michelle An, Chelsea Dodson, David Moore) - Kendrick Lamar – Count Me Out (Regie: Dave Free, Kendrick Lamar; Produzenten: Jason Baum, Jamie Rabineau) - Troye Sivan – Rush (Regie: Gordon Von Steiner; Produzentin: Kelly McGee) | The Beatles, 1964                         |
| 2025 2. Februar 2025  | Kendrick Lamar Regisseure: Dave Free, Kendrick Lamar Produzenten: Jack Begert, Sam Canter, Jamie Rabineau                                                      | Vereinigte Staaten                                 | Not Like Us                        | - ASAP Rocky – Tailor Swif (Regie: Vania Heymann, Gal Muggia) - Charli XCX – 360 (Regie: Aidan Zamiri; Produzenten: Jami Arceo, Evan Thicke) - Eminem – Houdini (Regie: Rich Lee; Produzenten: Kathy Angstadt, Lisa Arianna, Justin Diener) - Taylor Swift featuring Post Malone – Fortnight (Regie: Taylor Swift; Produzentin: Jil Hardin) |                                           |